# 松阪商工会議所
松阪商工会議所（まつさかしょうこうかいぎしょ、英称：Matsusaka Chamber of Commerce and Industry）は、商工会議所法に基づき設立された法人で、三重県松阪市内に事業所をおく企業・団体で運営されている商工会議所。

## 概要
松阪市内（旧飯南町・飯高町・三雲町・嬉野町を除く）を対象とする地域経済団体。会員数は約2600件で、松阪市内及び周辺の地域経済に強い影響力を持つ企業団体で構成されている。

| 項目           | 数字                                                      | 備考                                                                                     |
| -------------- | --------------------------------------------------------- | ---------------------------------------------------------------------------------------- |
| 管内人口       | 125,158人【男 60,368人 女 64,790人】 （2013年7月1日現在） | 松阪市総人口は、169,598人 管内人口は、商工会地区（松阪西部商工会と松阪北部商工会）を除く |
| 管内世帯数     | 53,2241世帯（2013年7月1日現在）                           | 松阪市総世帯数は、71,021世帯                                                             |
| 管内商工業者数 | 6,349人（2006年10月1日現在）                              |                                                                                          |
| 会員数         | 2,664件（2014年5月1日現在）                               | 特定商工業者を除く                                                                       |
| 議員定数       | 110人（2013年11月1日現在）                                |                                                                                          |
| 職員数         | 18人（2013年4月1日現在）                                  | パート及び臨時職員を含む                                                                 |

### 所在地
〒515-0014　三重県松阪市若葉町161-2

## 沿革
松阪商工会議所は昭和21年10月25日に設立され、松阪市魚町1763番地の旧松阪信用組合を事務所として、初代会頭に後藤脩が就任、会員数400事業所、県内4番目の商工会議所として発足した。
戦後の混乱期に当地域における総合経済団体として誕生して依頼、今日まで、高度経済成長、産業構造とマーケッティングの変貌、バブルの発生と崩壊によるデフレ経済など激動する時代の中で『商工業の振興と経済社会の発展・向上を目的』に様々な活動を展開し、その役割を果たしている。

### 年表
- 1946年(昭和21年)

10月25日　社団法人松阪商工会議所設立総会を開催。松阪に商工会議所が誕生する。初代会頭には後藤脩が就任。会員数400事業所、初年度の予算は75,552円。事務所は嘉柳生花店前の旧松阪信用組合建物内に置く。
- 1947年(昭和22年)

1月	設立登記
5月	鈴木藤兵衛が第二代会頭に就任
12月	松本巳之助が第三代会頭に就任
- 1948年(昭和23年)

当所初の商工名鑑を発刊
- 1949年(昭和24年)

4月	事務所移転＜第一次移転＞
魚町1763番地（嘉柳生花店前）より日野町四つ角の丸信ビル（現在の三重信用金庫日野町支店）三階へ移転
中心商店街に照明（防犯）灯を設置
- 1950年(昭和25年)

5月	後藤次郎が第四代会頭に就任
10月	氏郷公顕彰市民秋祭りを開催（現在の氏郷まつり）
- 1951年(昭和26年)

6月	商店街ウインドウ、照明コンクールを実施
12月	松阪大火による被災会員に見舞金を贈る
- 1952年(昭和27年)

2月	日商共催珠算能力検定試験を初施行
4月	松阪港改修期成同盟会を結成
7月	商店街ネオン建設委員会を設置
- 1953年(昭和28年)

5月	所屋建設企画委員会を設置
- 1955年(昭和30年)

2月	新商工会議所法の施行に伴い、特殊法人松阪商工会議所が発足
7月	松阪商工会連盟を結成
- 1956年(昭和31年)

8月	事務所移転＜第二次移転＞
所屋（産業会館）が竣工し、事務所を日野町から魚町（現在のもめんセンター建物）に移転
- 1957年(昭和32年)

1月	産業会館、市公会堂、幸小学校の合同落成式を挙行
6月	内山清六が第五代会頭に就任
- 1958年(昭和33年)

11月	第1回優良従業員表彰（会員事業所）を実施
- 1959年(昭和34年)

8月	紀勢線全通記念近代産業展覧会を開催
- 1960年(昭和35年)

11月	商工会の組織等に関する法律の施行により、当所館内であった飯南郡、多気郡、一志郡を削除。当所の地区は、松阪市のみに限定された。
- 1964年(昭和39年)

5月	委員会規程を制定
9月	西川松助が第六代会頭に就任
- 1965年(昭和40年)

11月	安西三四生が第七代会頭に就任
- 1966年(昭和41年)

10月	創立20周年記念式典及び会員大会を開催
- 1968年(昭和43年)

10月	福祉共済制度を発足
- 1969年(昭和44年)

1月	商工会館建設準備調査について運営委員会を開催
- 1972年(昭和47年)

2月	創立25周年記念式典並びに会員大会を開催
9月	松阪駅高架化期成同盟会を結成
- 1973年(昭和48年)

7月	松阪の企業（求人対策用パンフレット）を刊行
10月	小企業経営改善資金融資（マル経）制度が発足
- 1974年(昭和49年)

11月	三浦道義が第八代会頭に就任
- 1975年(昭和50年)

2月	商業活動調整協議会を設置
7月	会館建設推進委員会を設置
- 1976年(昭和51年)

10月	小規模企業振興委員制度が発足
- 1977年(昭和52年)

3月	創立30周年記念式典並びに会員大会を開催
7月	「松阪みなとまつり」に初協賛
第2回目となる今回より花火大会が開催されることになり寄付募集に協力した
- 1979年(昭和54年)

4月	会館建設資金の募金活動を開始
- 1980年(昭和55年)

8月	事務所移転＜第三次移転＞
会館（現会館）が竣工し、事務所を魚町から現在の若葉町に移転
- 1981年(昭和56年)

1月	名刺交換会を初開催（現在の新年賀詞交歓会）
3月	三重県商工会議所大会が当所会館で開催される
10月	新規学卒者（大学・短大等）を対象に就職情報提供活動を開始
- 1982年(昭和57年)

1月	経済講演会（創立35周年記念事業）を開催
講師　入江徳郎（ＴＢＳニュースキャスター）
7月	学生就職情報センターを開設
8月	第1回松阪地区珠算競技大会を開催
9月	中核工業団地特別委員会を設置
10月	第1回合同就職説明会を開催
- 1987年(昭和62年)

1月	創立40周年記念式典を開催　場所／当所大ホール
記念講演会　俵孝太郎（フジテレビニュースキャスター）
「松阪21世紀経済発展ビジョン」を刊行
10月	「ワールドインポートフェア松阪」を開催
場所／中部台運動公園
- 1988年(昭和63年)

3月	「松阪商工会議所40年記念史」を発行
10月	第1回「なんでも相談会」を開催
11月	第1回海外視察　アジアＮＩＳＥ視察（工業部会主催）を実施
11月	議員・参与親睦ゴルフ会を発足　第1回コンペを開催
- 1989年(平成元年)

8月	鉄道高架化事業推進特別委員会を設置
11月	杉本憲太郎が第九代会頭に就任
12月	ワープロ検定試験を導入
- 1990年(平成2年)

10月	青年部を設立
11月	会員大会を開催　場所／松阪市民文化会館
- 1991年(平成3年)

7月	島原災害義捐募金活動を実施（募金総額526.6万円）
8月	海上アクセス促進協議会を設立
9月	中心商店街活性化を目的に、第三セクター方式による㈱松阪街づくり公社を設立
- 1992年(平成4年)

1月	鉄道高架化促進協議会を設立
6月	大店法改正による商業活動調整協議会廃止に伴い、当所内に地域商業振興委員会を設置
7月	羽田大蔵大臣（当時）が来松、松阪経済界代表と懇談会を開催
- 1993年(平成5年)

4月	㈱松阪街づくり公社によるカリヨンプラザ・カリヨンパーキングがオープン
- 1994年(平成6年)

2月	青年部国際研究委員会メンバーを中心に台北を視察
- 1995年(平成7年)

1月	青年部が阪神大震災の被災地へ救援物資を届ける
3月	会員から協力を得た、阪神大震災義捐金約800万円を日本赤十字社松阪市地区長（松阪市長）を通じ被災地へ
7月	青年部が中国深?市・香港を視察
10月	青年部が“神戸に花と光を”と題し被災地神戸へチューリップの球根を贈る
- 1996年(平成8年)

2月	三重県中南勢地区中高年齢者就職面接会を開催（県・会議所・職業安定所共催）
3月	「津・松阪ニューポート21’フォーラム」を設立
6月	北田榮作が第十代会頭に就任
9月	全国商店街サミット・'96街おこしシンポを開催	場所／フレックスホテル
10月	50周年記念ゴルフ大会を開催　場所／松阪ＣＣ
50周年記念会員謝恩ＤＡＹを開催
50周年記念式典を開催　場所／華王殿
50周年記念事業海外研修（アメリカ合衆国）を実施
- 1997年(平成9年)

4月	循環バス路線網実現に向けた「市内バス交通実態調査」を実施
- 1998年(平成10年)

10月	共済制度発足30周年記念特別キャンペーンを実施。加入者への「感謝の夕べ」を開催　場所／フレックスホテル
「松阪市バス交通活性化研究会」を発足
香川県丸亀市を訪問しコミュニティバスを視察
当所ホームページを開設
- 1999年(平成11年)

3月	松阪地域海上アクセス実現化事業採算性調査を実施
9月	ビジネスコンピューティング検定試験を導入
11月	青年部　サンバカーニバル・ブラジルフェアを開催
会員大会を開催　場所／松阪コミュニティ文化センター
- 2000年(平成12年)

5月	市内製造業者データベースを作成
7月	福祉住環境コーディネータ検定試験、ビジネス実務法務検定試験を導入
9月	青年部　設立10周年記念式典を開催
松阪ＣＡＴＶ「こちら松阪商工会議所です」放送開始
10月	市民版「会議所ニュース」を発刊
12月	津・松阪ニューポート21’フォーラム　シンポジウムを開催
- 2001年(平成13年)

5月	松阪大学エクステンションスクールとの共催による検定受験対策講座を開催
部会を再編　「小売商業部会」、「情報通信部会」を設置
7月	青年部　「のりながＷＡＶＥ］を開催
10月	「お買い物循環バス」実験運行を実施
- 2002年(平成14年)

6月	当所事務局に「まちづくり推進室」を設置
中心市街地の総合的なまちづくりへの積極的な支援体制を確立
8月	鈴の音市を初開催
- 2003年(平成15年)

6月	カラーコーディネーター検定試験を導入
10月	青年部　東海ブロック大会・松阪大会を開催
- 2004年(平成16年)

8月	松阪大学と相互協力協定を締結
10月	会員・市民対象講演会を開催　講師／佐々淳行
11月	青田良太郎が第十代会頭に就任
- 2005年(平成17年)

4月	地域製造業集積調査及び新産業創造可能性調査を実施
7月	生命共済リニューアルを実施
- 2006年(平成18年)

7月	設立60周年記念事業会館改修工事を実施
10月	設立60周年記念式典を開催　場所／フレックスホテル